# Кларенс Ґаньйон
Кларенс Альфонс Ґаньйон  (фр. Clarence Alphonse Gagnon 8 листопада 1881 коло Монреаля - 5 січня 1942 там само) — канадський художник.

## Життєпис
Кларенс народився поблизу Монреаля. В юності мати заохочувала його художні таланти, а батько бачив для нього майбутнє в бізнесі. У 1897 році він почав навчання в Художній асоціації Монреаля. Пізніше він поїхав на навчання до Парижа, де відвідував Академію Жуліана та навчався у Жана-Поля Лоранса між 1904 і 1905 роками. Він провів ще кілька років, малюючи у Франції та Італії, перш ніж повернутися до Канади в 1909 році.
Він оселився в Бе-Сен-Полі, де написав численні картини з канадськими пейзажами та людьми. Його зимові пейзажі вважаються новаторськими. У 1922 році він став членом Канадської королівської академії мистецтв. Ґаньйон сприяв розвитку сучасного живопису в Канаді; його учнем, серед інших є Рене Рішар.
Як художник Ґаньйон здійснив поїздки до Венеції, Руана та Сен-Мало, а також до канадських Лаврентійських гір, серед інших місць. У 1924—36 знову жив у Франції. Ґаньйон також створив ілюстрації до роману Луї Емона «Марія Шапделайн», а також ілюстрації до «Велика тиша біла» Луї-Фредеріка Рукетта.
Ґаньйон помер у 1942 році. На його честь встановлено бюст у Квебеку.
Уряд Канади в особі міністра, відповідального за управління історичних місць і пам’яток Канади, вшанував Ґаньйона 24 травня 1944 р. за його роботу та оголосив його «Історичною особою національного значення».

## Галерея робіт

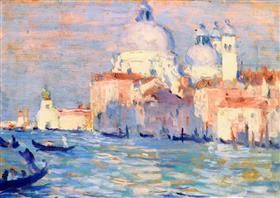
Венеція
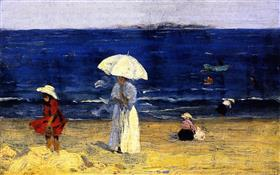
Пляж у Dinard
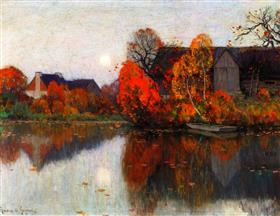
Жовтневий пейзаж
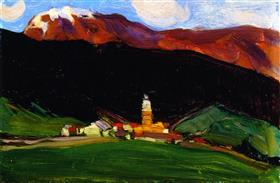
Тінцен у Швейцарії